# Налоговая система Швеции
Налогообложение в Швеции на зарплату для работника предусматривает взносы для трёх разных уровней власти: коммуны, лена, и центрального правительства. Взносы на социальное обеспечение уплачиваются для финансирования системы социального обеспечения.
Налог на доходы от выплаты заработной платы высчитывается работодателем (система PAYE, то есть уплачивается сразу, ежемесячно) и оплачивается непосредственно работодателем Шведскому налоговому агентству (швед. Skatteverket).

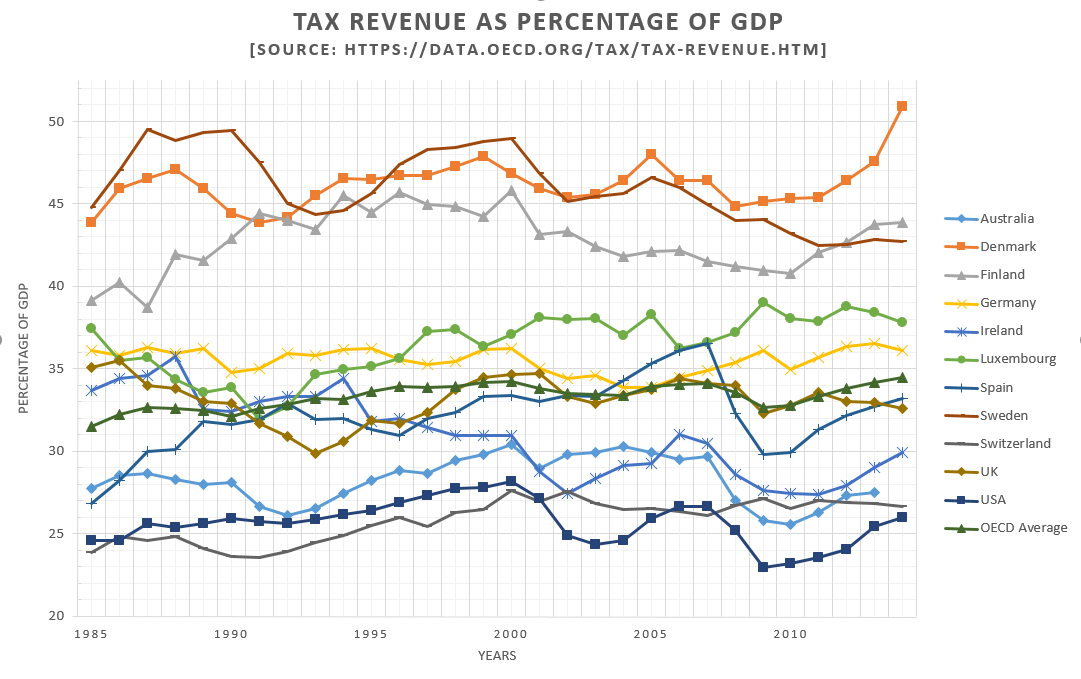
Общие налоговые поступления как процент от ВВП Швеции за последние несколько десятилетий по сравнению с другими высокоразвитыми государствами

Швеция имеет систему налогообложения доходов от работы, которая соединяет в себе подоходный налог (оплачивается работником) с взносами на социальное обеспечение (взносы работодателей), которые оплачиваются работодателем. Таким образом, общая стоимость заработной платы для работодателя — это валовая зарплата плюс взносы на социальное обеспечение. Работодатель осуществляет ежемесячные предварительные отчисления налога на доход, а также оплачивает взносы на социальное обеспечение Шведскому налоговому агентству.
Налог на доход зависит от налогооблагаемого лица в Швеции, а взносы на социальное обеспечение зависят от того, является ли лицо частью шведского плана социального страхования. Налог на доход дорабатывается через годовую налоговую оценку за год, следующий за годом прибыли.
27% денежных средств налогоплательщиков Швеции идут на образование и здравоохранение, тогда как 5% — на полицию и военную службу, а 42% — на социальное обеспечение.

## Налог на добавленную стоимость
Налог на добавленную стоимость (швед. mervärdesskatt или швед. moms) в Швеции составляет 25%, с исключениями продуктов питания и услуг, таких как плата за проживание в гостиничных номерах (12%), а также продажи публикаций, входных билетов на культурные мероприятия и путешествия в границах Швеции (6%).

## Налог на доходы физических лиц
Швеция использует прогрессивное налогообложение, общие ставки на 2018 год следующие (на основе ежегодных доходов):
- 0% от 0 SEK до 18 800 SEK
- Приблизительно 32% (приблизительно 11% для лена и 20% налогов для коммуны, что является средними цифрами по Швеции): от 18 800 до 468 700 шведских крон
- 32% + 20%: от 468 700 до 675 700 шведских крон
- 32% + 25%: свыше 675 700 крон[4]

Первые 18 000 крон ежегодного дохода не облагаются налогом. Налогооблагаемый доход уменьшается на общих отчислениях, что означает, что предельный налог на практике колеблется от 7% на доход чуть выше 18 800 крон до 60.1% от доходов выше 675 700 крон.
Для средней заработной платы, на дополнительную оплату в размере 100 крон, работник сперва платит 32 кроны в виде налога на доход (прямой, 32%); дополнительно к этому работодатель платит 31.42 кроны в социальных платежах работодателя (непрямой, 31.42%) как плату за присоединение работника к социальному обеспечению в Швеции. Эффективная ставка может быть снижена, например, за счет налоговых льгот и других отчислений.
Кроме того, работник оплачивает 7% пенсионных взносов в государственную систему, с лимитом ежегодного дохода 420 447 шведских крон. Таким образом, максимальный взнос работников составляет 29 400 крон. Взносы работников полностью облагаются налогом.

## Взносы на социальное обеспечение
В 2018 году шведский взнос социального страхования, оплачиваемый работодателем, составляет 31.42 процента, рассчитанный на зарплату работника до оплаты налогов. Для старых работников этот процент ниже Специфику взносов на социальное обеспечение (взносы работодателя) можно найти на веб-сайте Шведского налогового агентства.

## Доход с капитала
Швеция имеет единую ставку налога в размере 30% для доходов с капитала. Шведские налоговые органы определяют доходы от капитала как доходы, которые не возможно отнести к операциям или услугам. Например: аренда приватных активов, дивиденды, прибыль от продажи активов и выплаты процентов.

## Корпоративный налог
Корпоративный налог в Швеции составляет 22%.

## Регистрация иностранных компаний или частного предпринимателя в Швеции
Иностранная компания, осуществляющая предпринимательскую деятельность в Швеции, будь то физическое или юридическое лицо, может облагаться налогом НДС, взносами работодателя и/или налогом на доход. Затем компания должна подать заявку на регистрацию в Шведское налоговое агентство и может подать заявку на шведский сертификат об оплате налогов.
В брошюре «Заявление на налог для иностранных предпринимателей», форме SKV 419 и SKV 4632 есть информация о том, как подать заявление.
Единые торговцы, которые имеют шведский персональный номер, и корпорации, имеющие представителя, который имеет шведский личный номер и которые также имеют право подписывать (уполномоченные самостоятельно подписываться) от имени компании, могут подать заявление в электронном виде через веб-сайт verksamt.se. Сайт verksamt.se совместно управляется Шведским налоговым агентством, Шведской службой регистрации компаний и Шведским агентством экономического и регионального развития. Другие иностранные компании могут подавать свои заявления непосредственно в международные налоговые службы в Шведское налоговое агентство почтой. При регистрации в Шведском налоговом агентстве иностранная компания получает уникальный шведский идентификационный номер. Для получения такого номера физическим лицом, они должны подтвердить свою личность паспортом или другим таким удостоверением или документом. Для юридического лица требуется, чтобы идентификация подтверждалась определенной формой заверенного свидетельства о регистрации, а представитель должен продемонстрировать свои полномочия представлять (подписывать) от имени юридического лица, когда она требует регистрацию для налогообложения. Иностранные юридические лица, которые осуществляют деятельность в Швеции, должны сперва обратиться в отдел регистрации шведских компаний, чтобы уточнить, должны ли они зарегистрировать филиал. Если такая регистрация будет осуществлена в Шведской службе регистрации компаний, они получат шведский регистрационный номер от Шведского налогового агентства. Для получения контактной информации требуется обратиться на веб-сайт Шведской службы регистрации компаний.
Дополнительную информацию на английском языке можно найти на веб-сайте Шведского налогового агентства.
Приобретение шведской компании или шведской недвижимости не обязательно даёт право на проживание в Швеции. Мошенники в некоторых странах продают такие активы, утверждая, что они предоставляют право на проживание.